# Al Herman
Al Herman, ameriški dirkač Formule 1, * 15. marec 1927,  Topton, Pensilvanija, ZDA, † 18. junij 1960, West Haven, Connecticut, ZDA.
Al Herman je pokojni ameriški dirkač, ki je med leti 1955 in 1960 sodeloval na ameriški dirki Indianapolis 500, ki je med letoma 1950 in 1960 štela tudi za prvenstvo Formule 1. Najboljši rezultat je dosegel na dirki leta 1955, ko je zasedel sedmo mesto. Umrl je leta 1960 za posledicami hude nesreče na dirki v West Havenu.